# الأشرف الثاني موسى
الملك الأشرف مظفر الدين موسى بن يوسف بن يوسف (الملك المسعود) بن محمد (الملك الكامل) بن محمد (الملك العادل الأول) الأيوبي هو تاسع ملوك الدولة الأيوبية في مصر وأخرهم.

## سيرته
تولى الملك عام 648 هـ الموافق 1250م وكان في السادسة من العمر وقيل العاشرة عندما عين سلطانًا على مصر، وكانت سلطته شكلية فقط، وكان يحكم مع عز الدين أيبك، واسمهما يذكران في الخطبة والسكة وهما علامة السلطان الرئيسية، وكانت التواقيع تخرج على صورة: «رسم بالأمر العالي المولولي السلطاني الملكي الأشرفي والملكي المعزي». عزله عز الدين أيبك وظل اسمه يذكر في الخطبة حتى عام 652 هـ الموافق 1255م.